# (429) Lotis
(429) Lotis es un asteroide perteneciente al cinturón de asteroides descubierto el 23 de noviembre de 1897 por Auguste Honoré Charlois desde el observatorio de Niza, Francia.
Está nombrado por Lotis, una de las náyades de la mitología griega.